# Sicandro
Sicandro (in greco Σίκινος?, Sikinos) è un'isola della Grecia nell'arcipelago delle Cicladi situata tra le isole di Io e Policandro a 14 e 10 miglia rispettivamente, mentre dista 102 miglia dal Pireo, circa 8 ore. Dal punto di vista amministrativo è un comune della periferia dell'Egeo Meridionale (unità periferica di Santorini).

## Geografia
La sua superficie è stimata in 42 km². mentre ha una costa di 40 chilometri. Il lato sud è liscio, mentre il nord-ovest è una ripida scogliera di 280 metri in cui è costruita la città.

## Amministrazione
Il territorio del comune omonimo comprende anche l'isola disabitata di Kartiodissa oltre che numerosi isolotti. Sikinos è un comune dal 2010 e rientra nella Prefettura delle Cicladi. La popolazione era di 260 abitanti al censimento 2011.

## Galleria d'immagini

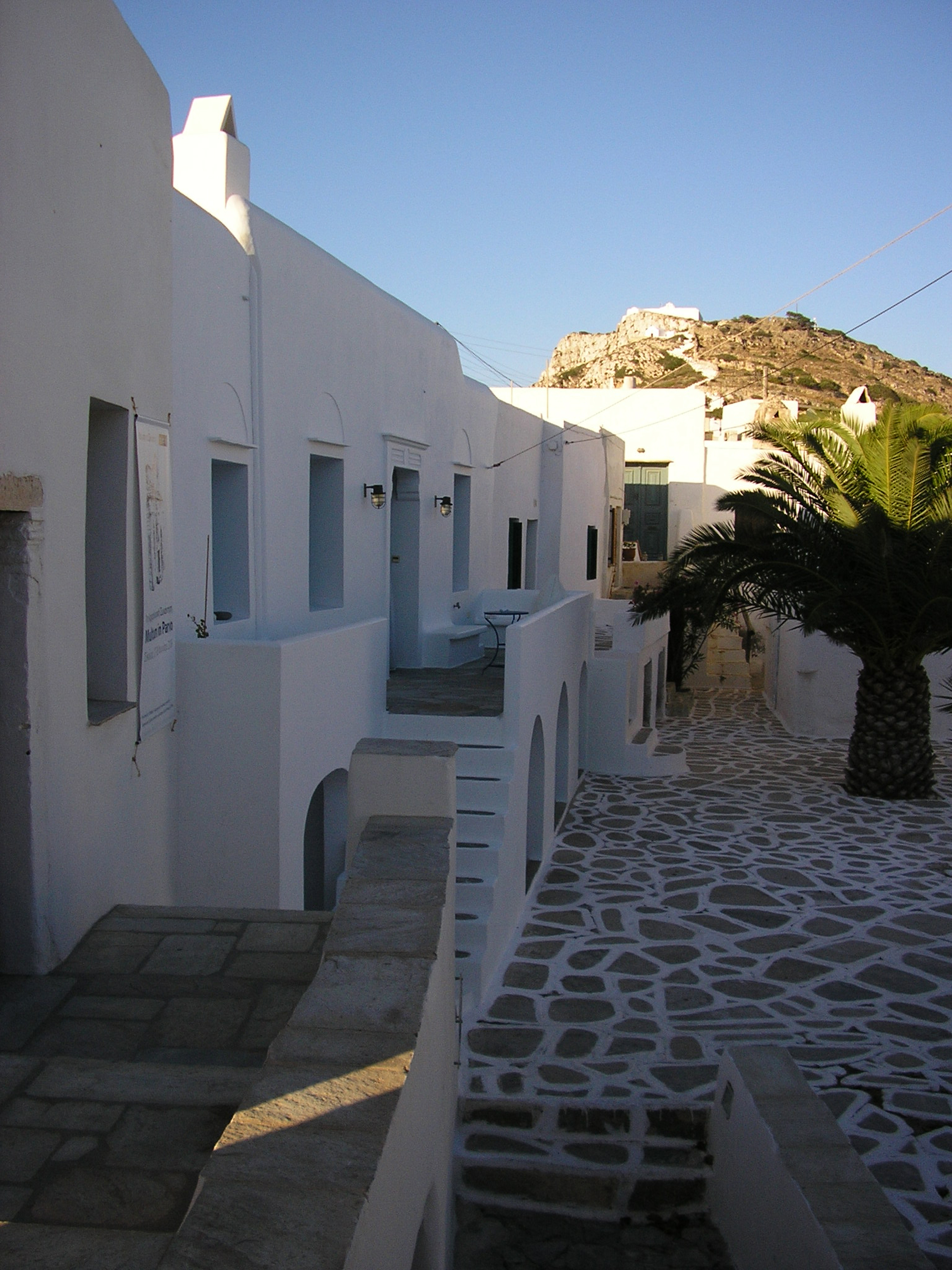
Castello di Sikinos
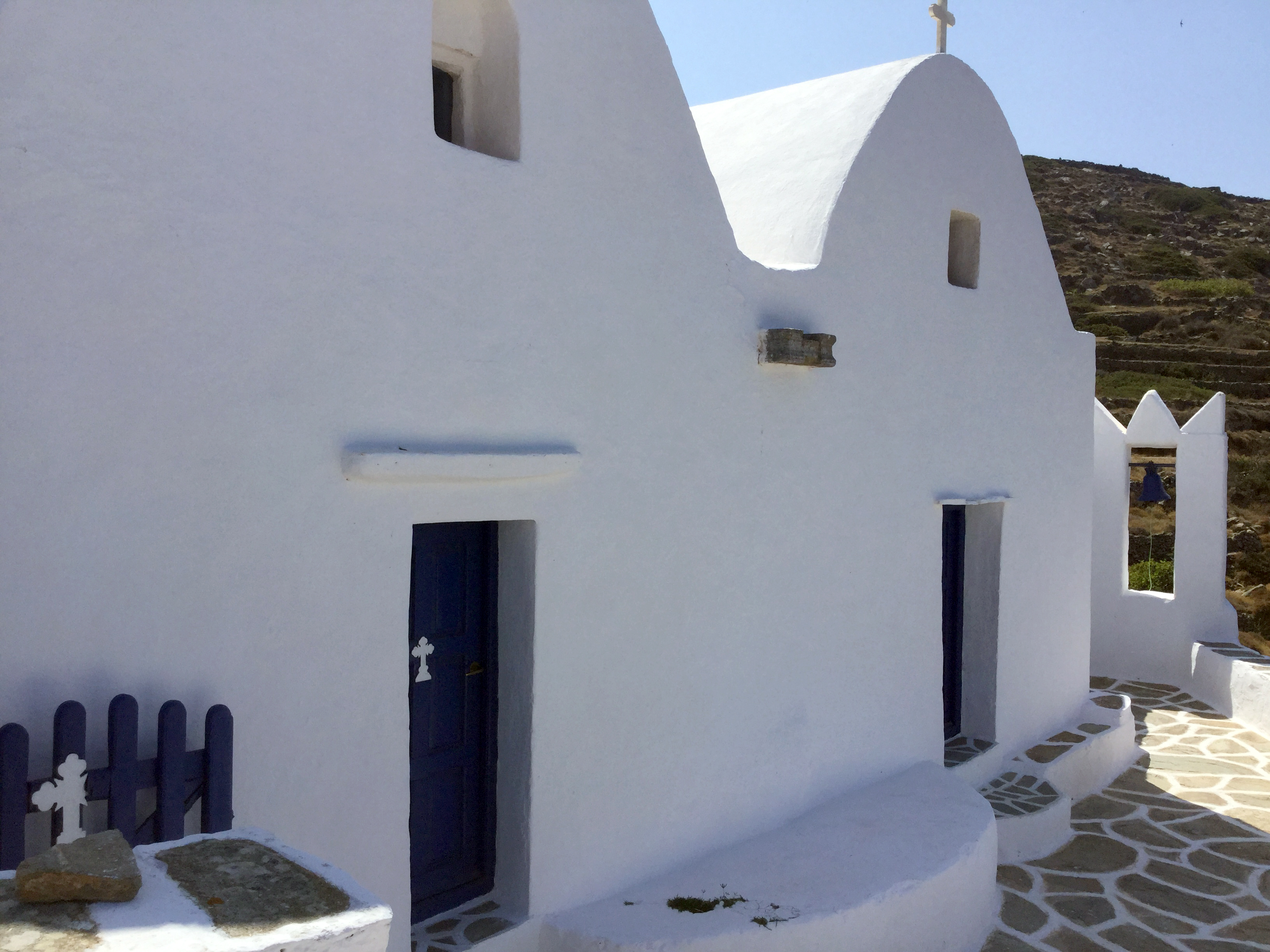
Chiesa di Agioi Anargyroi